# Céline Laporte
Céline Laporte (ur. 7 grudnia 1984 w Cannes) – francuska lekkoatletka specjalizująca się w wielobojach, która od 2003 roku startuje w barwach Seszeli.
W 2004 roku brała udział w igrzyskach olimpijskich, które odbywały się w Atenach - w biegu na 100 m przez płotki z czasem 13,92 odpadła w eliminacjach. Na tym samym dystansie - bez powodzenia - startowała także w mistrzostwach świata (Paryż 2003 oraz Helsinki 2005). W roku 2006 zdobyła brązowy krążek igrzysk wspólnoty narodów w skoku w dal uzyskując wynik 6,57. Dwukrotna medalistka mistrzostw Afryki w siedmioboju - w 2004 zdobyła brąz, a w 2006 srebro. Także w siedmioboju uczestniczyła w mistrzostwach świata juniorów w roku 2002 (reprezentując jeszcze Francję) - zajęła wówczas 13 lokatę. Rekord życiowy: siedmiobój - 5684 pkt. (5 lipca 2005, St-Cyr-sur-Loire).